# ManagemenTV
ManagemenTV é um canal de televisão latino americano, parte do grupo HSM, com programação de análise, entretenimento e atualidades sobre gestão e negócios. Foi transmitido no Brasil por várias operadoras até dezembro de 2011, quando foi descontinuado no país. É transmitido na Argentina pelas operadoras Cablevisión e Multicanal digital.

## O Canal
ManagemenTV é um canal de televisão 24 horas com programação voltada ao mundo empresarial, economia, história de marcas e casos de empreendedores. Sua grade inclui documentários, talk shows, reality shows e séries de todo o mundo. 
No Brasil, desde 1 de agosto de 2007, ManagemenTV estava disponível pela maioria das operadoras de televisão por assinatura, dentre elas Via Embratel, Sky e TVN. Tem planos de distribuição para todos os operadores de tv a cabo e satélite da América Latina.  
Em 2 de fevereiro de 2010, a Via Embratel substituiu o canal Bloomberg pelo ManagemenTV, pelo fato de o canal anterior não possuir mais a programação em português e sua transmissora foi encerrada 
O canal foi inicialmente lançado em 1 de abril de 2007 na Argentina, onde é parte da oferta digital da Cablevisión e da Multicanal, pelo canal 410 da grade.

## As seções
- Mercados & Clientes: Mostra como nos afeta o nascimento de novas idéias, por que se estendem as tendências e como é o consumo nos diferentes continentes.

- Futuro & Tendências: Uma análise profunda das tendências que estão nascendo hoje e ainda não têm nome.

- Publicidade & Marketing: O místico mundo da atividade que move a economia.

- Indústrias: A razão de ser e os mecanismos internos dos mais variados ramos de atividades.

- Líderes: De primeira mão e cara a cara, as experiências, os desafios e os segredos de quem consegue chegar onde quer: Richard Branson, Warren Buffett, Bill Gates, Terry Semel, Al Gore e Nicolas Sarkozy.

- Empreendedores: Os sonhadores que com seus inovadores empreendimentos mudam constantemente o mundo.

- Pequenas & médias empresas: Conselhos úteis, casos de sucesso e histórias de quem se animou a começar seu próprio projeto.

- Empresas: O que determina os sucessos categóricos ou os estrondosos fracassos das grandes companhias: Coca-Cola, Google, Nike, Cartier, BMW, Chanel, Ikea, Motorola, entre outras.

- Esporte & gestão: Estórias de esportistas, times profissionais, aficcionados e a ciência por trás da performance esportiva.